# Nyctemera crescens
Nyctemera crescens är en fjärilsart som beskrevs av Walker 1864. Nyctemera crescens ingår i släktet Nyctemera och familjen björnspinnare. Inga underarter finns listade i Catalogue of Life.